# Ghost in the Machine (The Police)
| Recensione    | Giudizio |
| ------------- | -------- |
| AllMusic      | [ 1 ]    |
| Rolling Stone | [ 8 ]    |
| Ondarock      |          |

Ghost in the Machine è il quarto album in studio del gruppo musicale britannico The Police, pubblicato il 2 ottobre 1981 dalla A&M Records.
Nel 2012 è stato inserito nella classifica di Rolling Stone dei 500 migliori album di tutti i tempi, alla posizione numero 323.

## Il disco
L'album è stato registrato agli Air Studios di Montserrat nei Caraibi, prodotto dai Police insieme a Hugh Padgham, nel periodo in cui iniziarono ad affiorare i primi dissidi fra i membri del gruppo, dovuti principalmente ai divorzi di Summers e Sting e dalla voglia di controllare la direzione stilistica delle canzoni da parte del bassista. Il quarto album dei Police è caratterizzato da un suono più aperto a influenze esotiche e funk ma anche da un'atmosfera più oscura e introspettiva rispetto ai lavori precedenti, ispirata da alcuni scritti del filosofo Arthur Koestler. Dal libro Il fantasma dentro la macchina (The Ghost in the Machine), sempre dello stesso Koestler, prende ispirazione il titolo dell'album. Nel disco è possibile rintracciare brani che hanno contribuito all'ascesa della new wave, genere che di lì a poco avrebbe dominato le classifiche.
Difatti, per la prima volta nella musica del gruppo entrano in scena suoni di sintetizzatore e sassofono, quest'ultimo suonato dallo stesso Sting. I tre singoli principali dell'album, Spirits in the Material World, Every Little Thing She Does Is Magic (già composta in chiave acustica nel 1977 e riarrangiata per l'occasione) e Invisible Sun, si distinguono per la presenza dei sintetizzatori e la loro cupa atmosfera immersa tra tematiche politiche e sociali. Tuttavia, questo approccio alla nuova strumentazione trovò in disaccordo il chitarrista Andy Summers, che in un'intervista negli anni 90 affermò che l'impiego di fiati e synth avesse minato l'alchimia tra i 3 membri della band. Le successive tracce sono invece caratterizzate da uno stile più influenzato da atmosfere esotiche e pop rock grazie all'utilizzo di chitarre sintetizzate e le ritmiche più elaborate della batteria, caratteristiche che segnano il distacco con i lavori precedenti.
Hungry for You (J'aurais toujours faim de toi) è un brano cantato prevalentemente in lingua francese, dove il basso e gli strumenti a fiato ripetono una singola melodia di otto note per tutta la durata della canzone, mentre la chitarra mantiene un ritmo costante. Demolition Man, un brano che era stato originariamente composto da Sting per la cantante Grace Jones (incluso nell'album Nightclubbing), viene ripreso dai Police in chiave jazzy-rock. Il pezzo verrà reinterpretato anche dallo stesso Sting come solista per la colonna sonora del film omonimo del 1993 con protagonisti Sylvester Stallone e Wesley Snipes.
Le tracce successive Too Much Information, Rehumanize Yourself e One World (Not Three) continuano a fare massiccio utilizzo di strumenti a fiato. Stewart Copeland aveva composto sia la musica che le parole per Rehumanize Yourself, ma Sting rifiutò il testo del compagno e lo sostituì con parole nuove scritte appositamente da lui.
Le ultime tre canzoni della tracklist ritornano al sound più cupo che aveva caratterizzato l'inizio dell'album. Ωmegaman, composta da Andy Summers, è uno dei brani più "punk" del disco, e fu considerata dai discografici come singolo apripista per l'album, ma Sting escluse categoricamente questa scelta. Secret Journey presenta un massiccio utilizzo di guitar synth Roland da parte di Andy Summers, che rievoca le tematiche spirituali del testo; l'ultima traccia dell'album, Darkness, è un brano di Copeland che parla di alienazione, e chiude la serie di brani con un groove costruito su batteria e pianoforte.
La copertina dell'album presenta una grafica di display a sette segmenti che raffigura le teste dei tre membri della band, ognuno con uno stile di capelli distintivo (da sinistra a destra, Andy Summers, Sting con capelli appuntiti e Stewart Copeland con una frangia).

## Tracce
Testi e musiche di Sting, eccetto dove indicato.
1. Spirits in the Material World – 2:59
2. Every Little Thing She Does Is Magic – 4:22
3. Invisible Sun – 3:44
4. Hungry for You (J'aurais toujours faim de toi) – 2:52
5. Demolition Man – 5:57
6. Too Much Information – 3:43
7. Rehumanize Yourself – 3:10 (Sting, Stewart Copeland)
8. One World (Not Three) – 4:47
9. Ωmegaman – 2:48 (Andy Summers)
10. Secret Journey – 3:34
11. Darkness – 3:14 (Stewart Copeland)

## Formazione
Gruppo
- Sting – voce, basso, tastiere, sassofono
- Andy Summers – chitarra, guitar synth, tastiere, cori
- Stewart Copeland – batteria, percussioni, tastiere (tracce 7, 11), cori (tracce 5, 11)

Altri musicisti
- Jean Roussel – tastiere (traccia 2)
- Danny Quatrochi - basso (traccia 5), basso addizionale

Produzione
- The Police – produzione
- Hugh Padgham – produzione, ingegneria del suono
- Ted Jensen – mastering
- Jeff Ayeroff – direzione artistica
- Mick Haggerty – direzione artistica,  artwork, design

## Classifiche

### Classifiche settimanali
| Classifica (1981/82) | Posizione massima |
| -------------------- | ----------------- |
| Australia            | 1                 |
| Austria              | 11                |
| Canada               | 1                 |
| Francia              | 1                 |
| Germania             | 4                 |
| Italia               | 1                 |
| Norvegia             | 5                 |
| Nuova Zelanda        | 5                 |
| Paesi Bassi          | 1                 |
| Regno Unito          | 1                 |
| Spagna               | 1                 |
| Stati Uniti          | 2                 |
| Svezia               | 6                 |
| Svizzera             | 6                 |

### Classifiche di fine anno
| Classifica (1981) | Posizione |
| ----------------- | --------- |
| Australia         | 47        |
| Canada            | 19        |
| Francia           | 46        |
| Italia            | 12        |
| Paesi Bassi       | 5         |
| Regno Unito       | 6         |
| Classifica (1982) | Posizione |
| Canada            | 42        |
| Nuova Zelanda     | 35        |
| Stati Uniti       | 10        |